# DCM (企業)
DCM株式会社（ディーシーエム、英: DCM Co., Ltd.）は、東京都品川区に本社を置き、全国37都道府県でホームセンター「DCM」を展開する大手小売企業である。DCMホールディングスの連結子会社。

## 歴史
2021年3月1日にDCMホールディングスを含むDCMグループのホームセンター事業を集約し、中核事業会社として発足した。
なお、発足時点では同じDCMグループのケーヨーは統合されておらず、引き続きDCMホールディングスが大株主となる関係を継続していたが、2024年1月に完全子会社化。同年9月には業務効率の向上や意思決定の迅速化を図る目的で吸収合併した。ケーヨーが展開していた「ケーヨーデイツー」の店舗名称は「DCM」へ変更し、店舗の看板やサインも順次DCMのものに統一される。

### 沿革
- 2020年（令和2年）4月10日 - DCMグループのホームセンター事業再編に先立ち、DCMホールディングスの完全子会社として、DCM分割準備株式会社を設立[2]。
- 2021年（令和3年）
  - 3月1日 - DCMグループのホームセンター事業の再編実施[3][4]。
    - DCMカーマ、DCMダイキ、DCMホーマック、DCMサンワ、DCMくろがねやの計5社を吸収合併。なお、同日付でDCMダイキがホームセンターサンコーを吸収合併したため、ホームセンターサンコーの事業もDCMが承継した。
    - 親会社であるDCMホールディングスの吸収分割により、同社のホームセンター事業を承継[5]。
    - DCM分割準備株式会社をDCM株式会社に商号変更。

  - 7月15日 - テーオーホールディングスの子会社で北海道にてホームセンターやスーパーマーケットを営業する小売事業者・テーオーリテイリングとの間で資本業務提携を締結、同社の株式18.99%を取得[6][7]。
- 2022年（令和4年）
  - 3月1日 - 店舗名と店舗におけるロゴマークについてを以下の通り発表[8]。
    - DCMの運営する店舗名について、2年間で順次「DCM○○店」に統一し、新規店舗も同様の名称とする。
    - 店舗のロゴマークをブラウンを基調とした新デザインに変更する。

  - 3月17日 - 新ブランドのDCM1号店である大垣鶴見店（岐阜県大垣市）が開店。
  - 9月1日 - 店舗名を「DCM○○店」に統一[注釈 1][9]。
- 2024年（令和6年）
  - 3月1日 - DCMニコットとホダカの2社を、当社の子会社から、DCMホールディングスの直接出資子会社へ移行[10][11]。
  - 9月1日 - ケーヨーを吸収合併。

## ホームセンター事業
「Do Create Mystyle くらしの夢をカタチに」の経営理念のもと、2024年2月末時点で鳥取県、島根県、大分県、宮崎県、鹿児島県、佐賀県、長崎県、沖縄県を除く39都道府県で合計840店舗（DCM子会社の運営店舗であるDCMニコットを含む）を展開している。

### 店舗ブランド
統合前の各社が営業していた店舗ブランドを承継したほか、2022年3月17日より「DCM」の店舗名も利用している。既存店舗ブランドも「ホダカ」を除き「DCM」へ統合された。なお旧DCMカーマ、旧ホーマックニコットの運営店舗のうち「DCMカーマ21」「カーマプロ」「カーマアットホーム」「ホーマックニコット」であった店舗を改称したものについては、それぞれ「DCM21」「DCMプロ」「DCMアットホーム」「DCMニコット」という店舗名となっている。

#### 現行のブランド
- DCM
  - DCM21
  - DCMプロ
  - DCMアットホーム

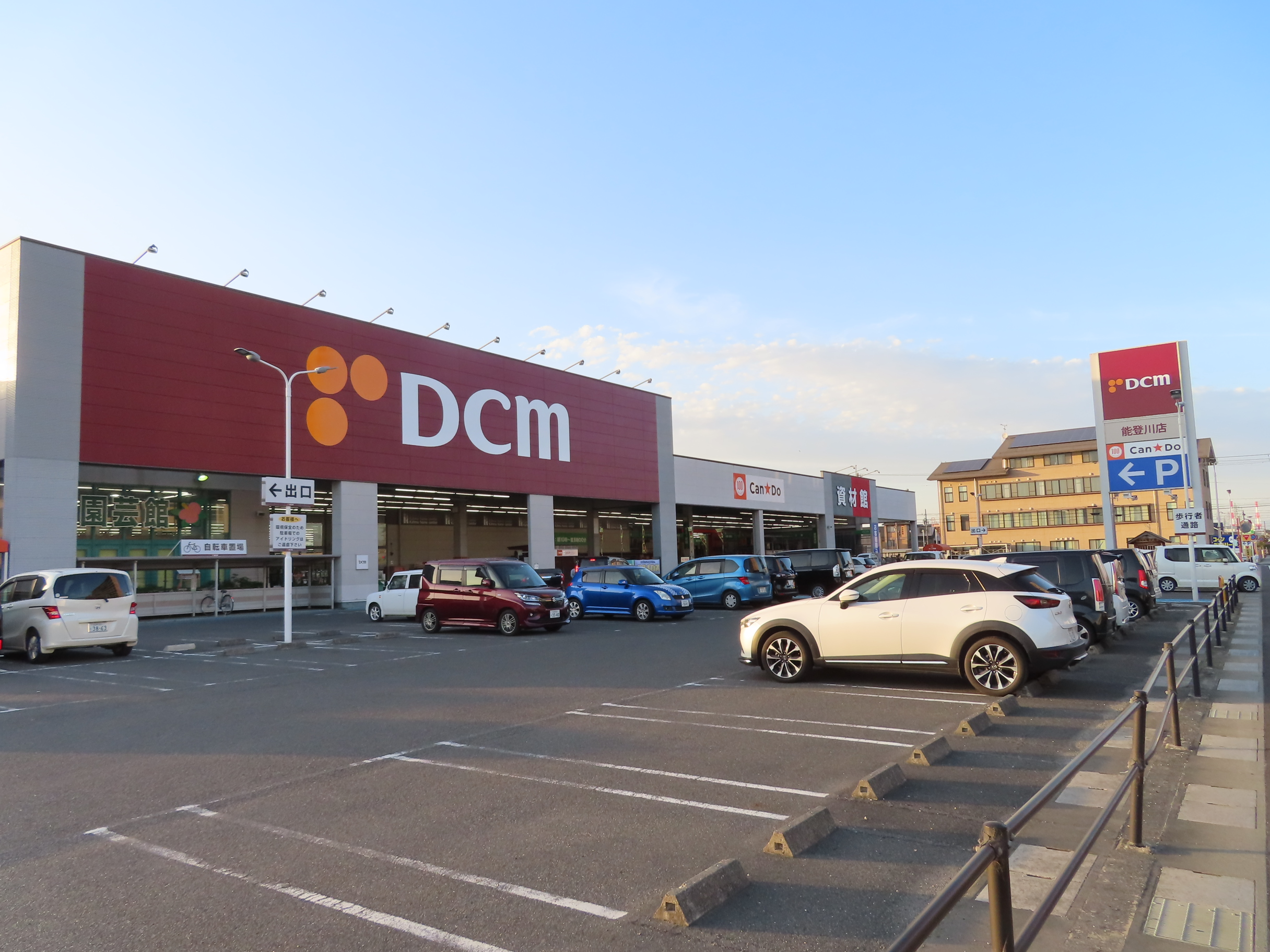
DCM能登川店（滋賀県東近江市）※旧DCMカーマ店舗
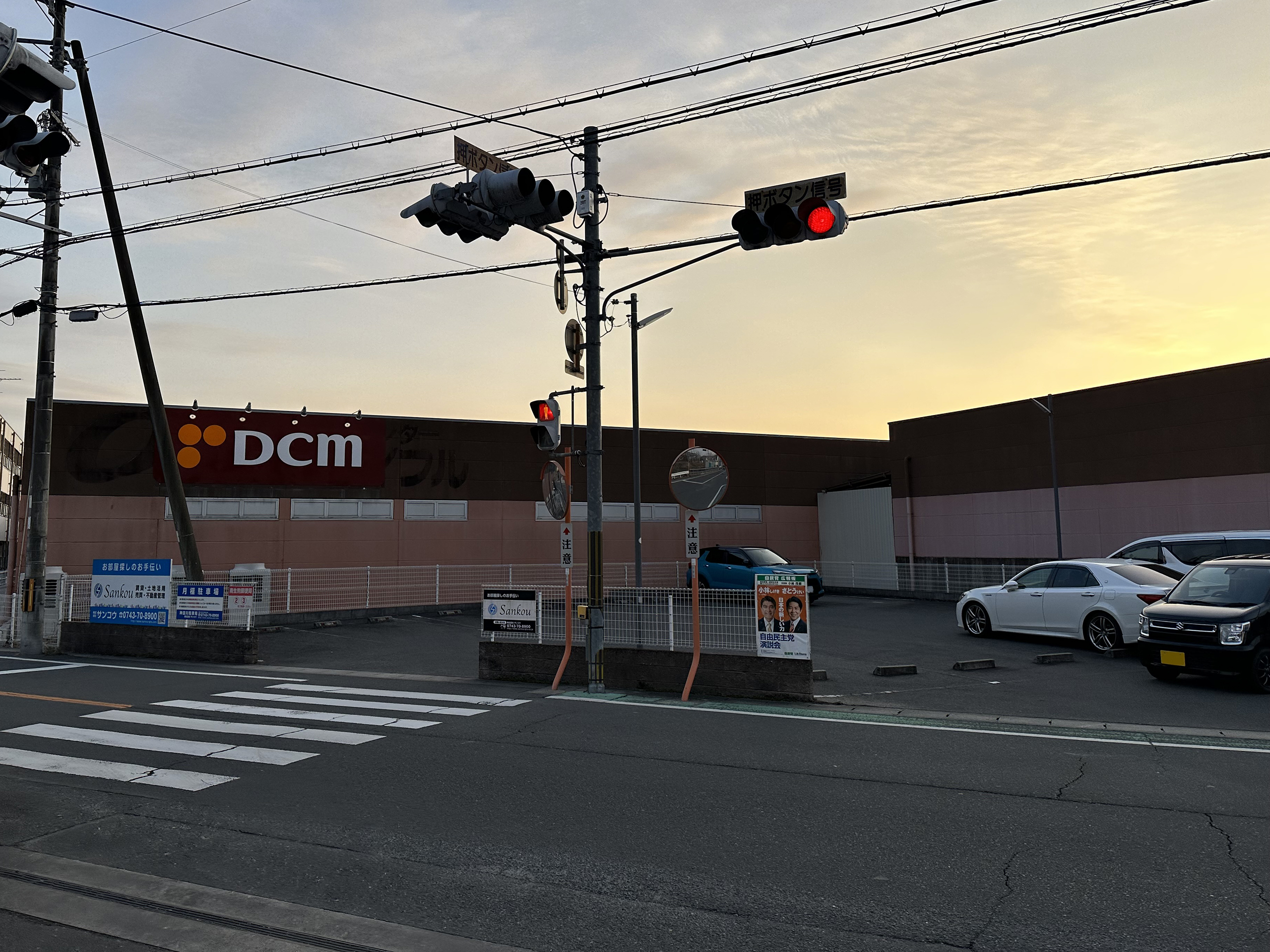
DCM南生駒店（奈良県生駒市）※旧DCMダイキ店舗、オージョイフルからの承継店
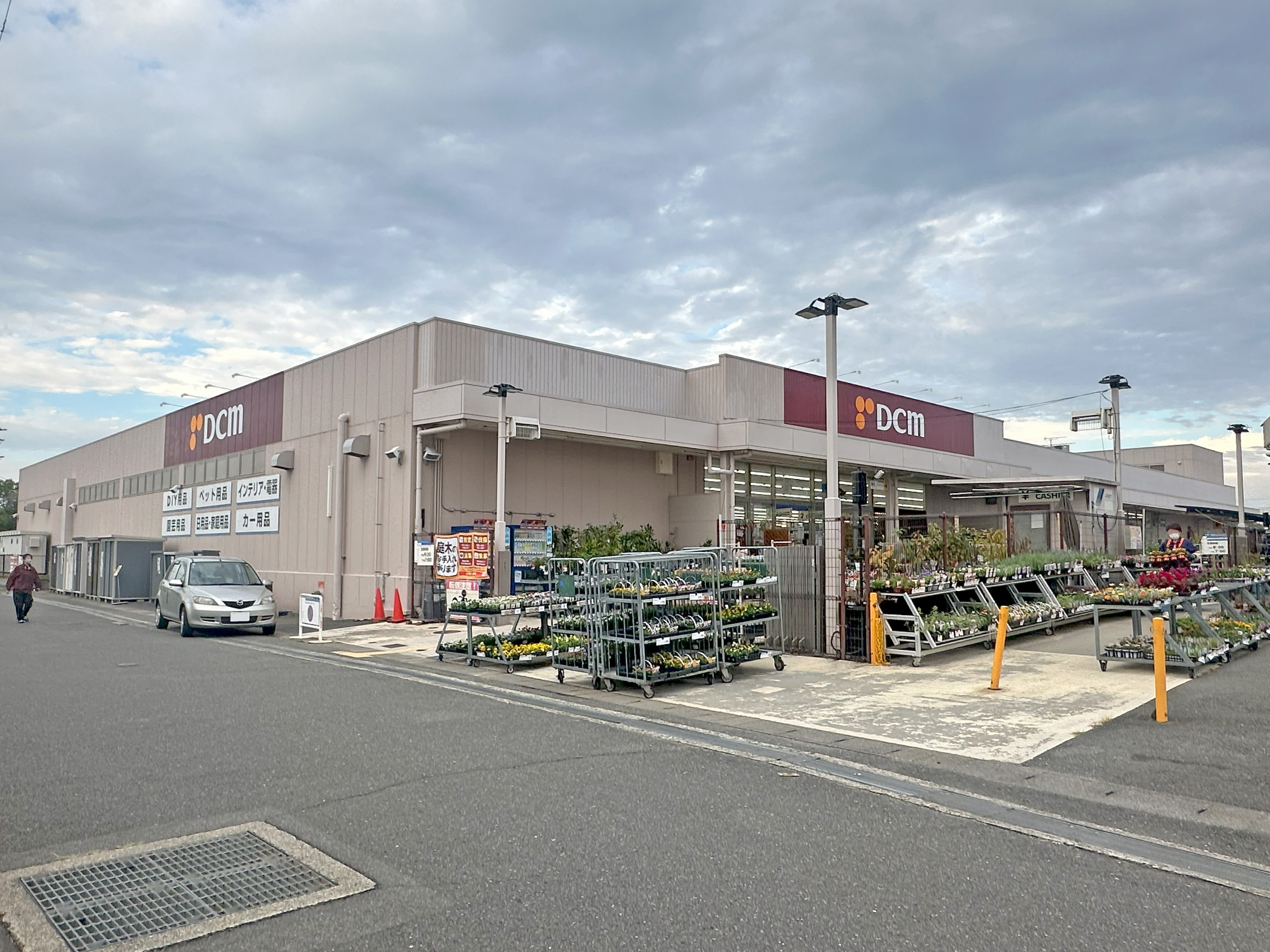
DCM枚方店（大阪府枚方市）※旧ケーヨーデイツー店舗
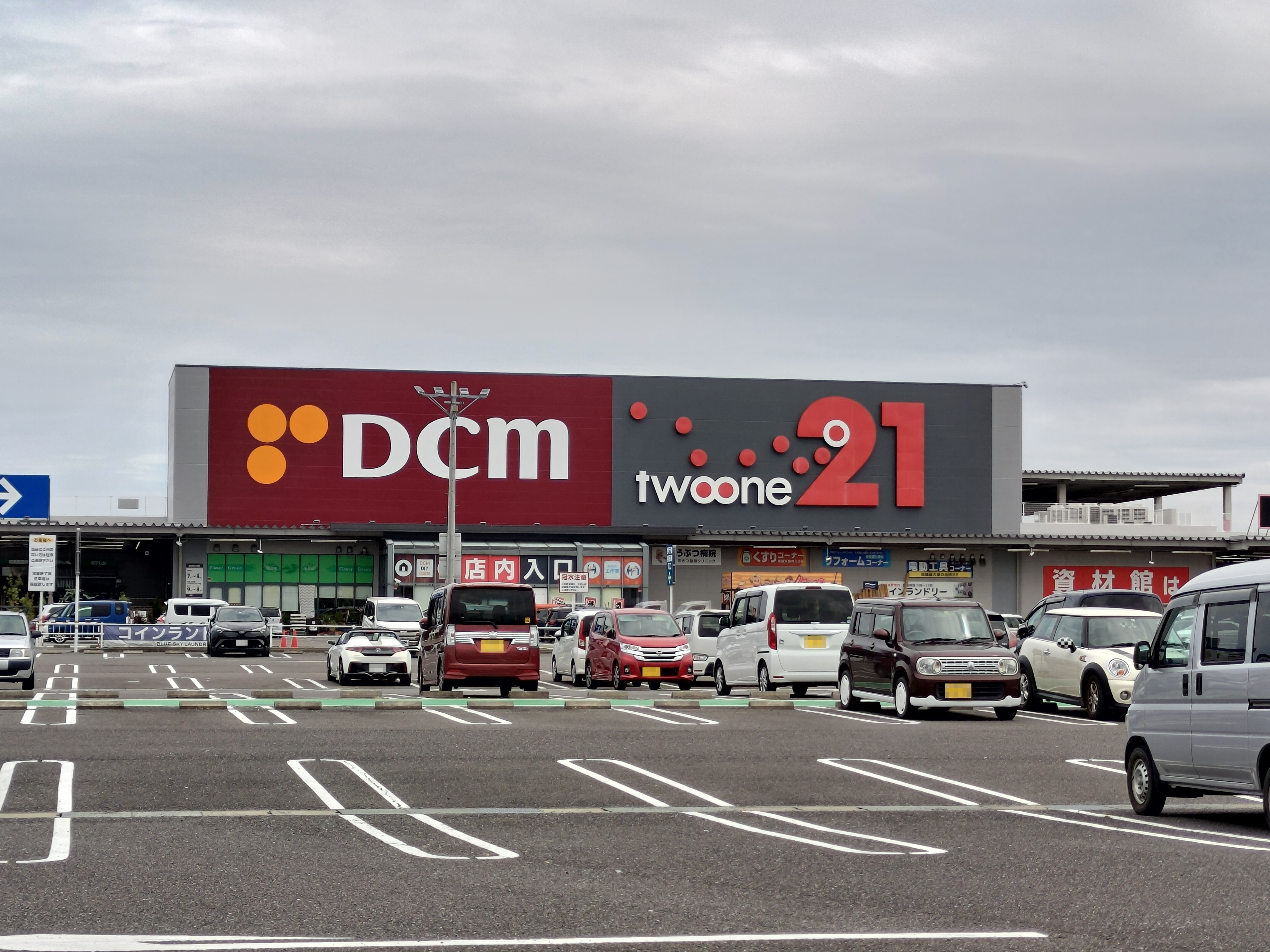
DCM21瑞穂店（岐阜県瑞穂市）※旧DCMカーマ21店舗

#### 関連ブランド
以下のブランドはもともと当社子会社により運営されていたものの、2024年3月1日をもってDCMホールディングスの各子会社へ移行した。
- DCMニコット - 小型ホームセンター。
- ホダカ - 工具・金物・作業用品の専門店[17]。2008年8月より、DCMカーマ・DCMホーマック・DCMダイキの各社が展開を開始し[17]、先述の通り2024年3月よりホダカ株式会社の運営へと移行した。店名はホーマック、ダイキ、カーマの頭文字から[17]。自転車販売会社のホダカ株式会社（本社：埼玉県越谷市）とは異なる。

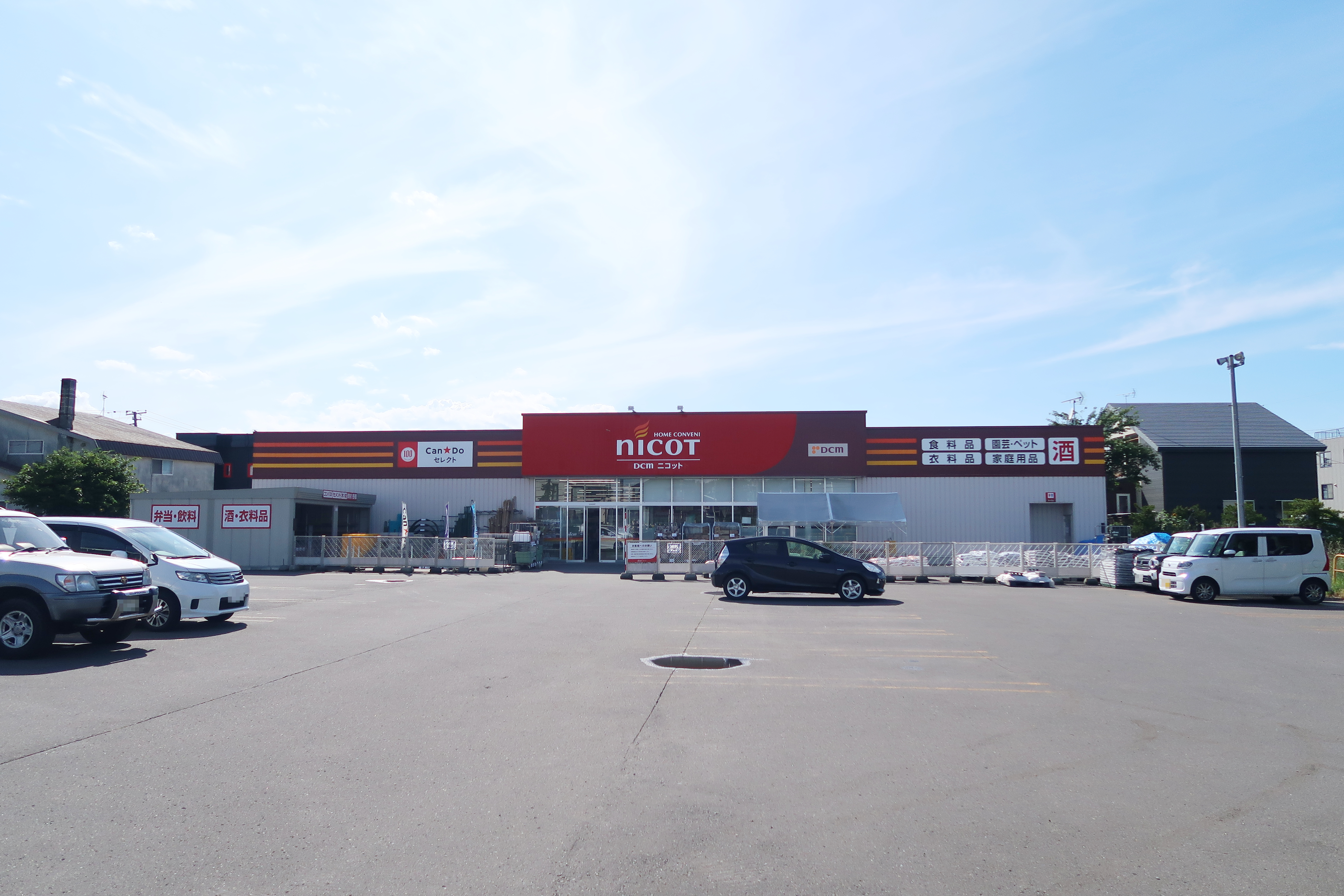
DCMニコット太美店（北海道石狩郡当別町）
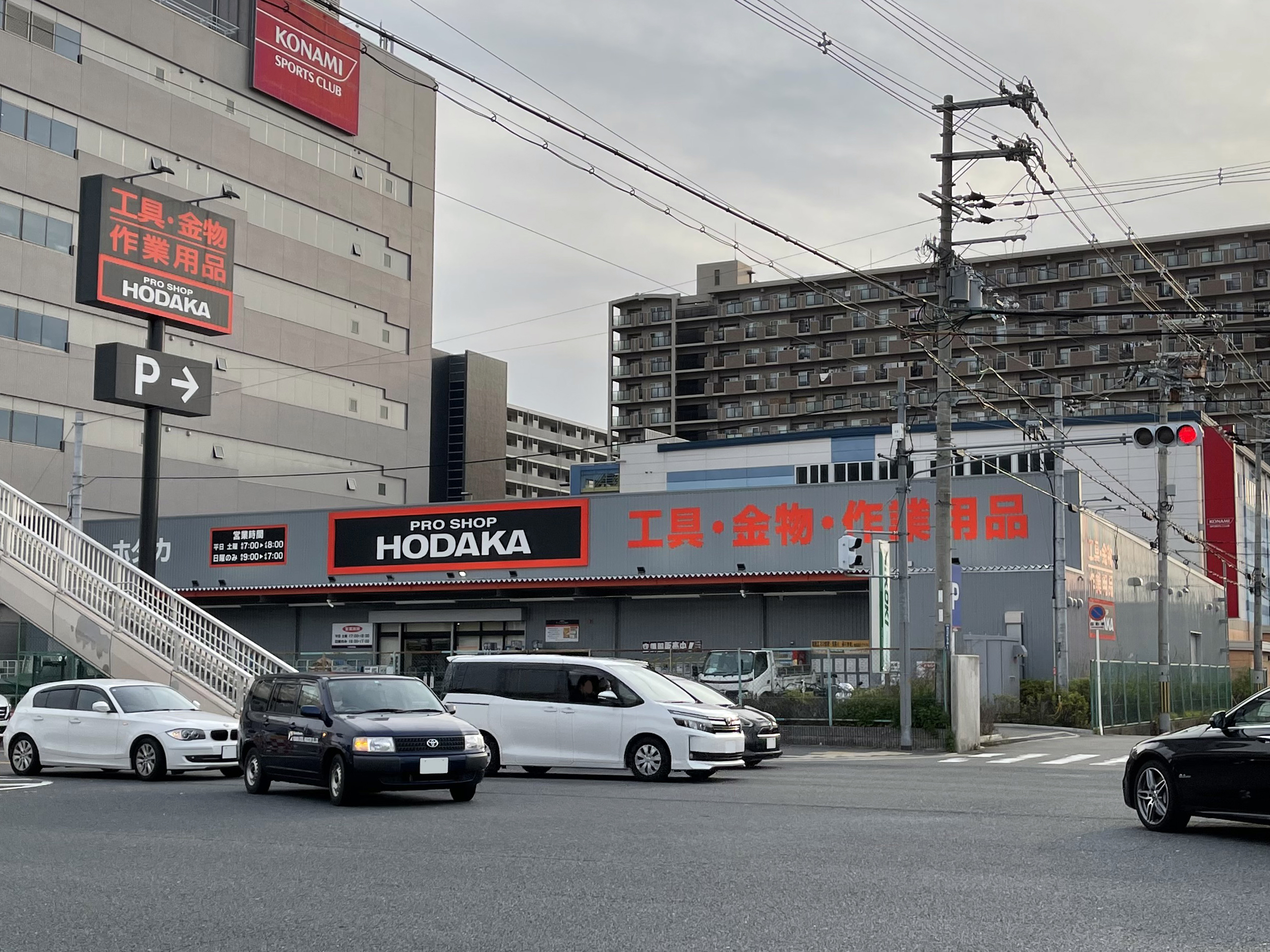
ホダカ東大阪店（大阪府東大阪市）

#### 廃止されたブランド
- DCMカーマ
  - DCMカーマ21
  - カーマプロ
  - カーマアットホーム
- DCMダイキ（旧・ホームセンターディック）
- DCMホーマック
  - ホーマックニコット（子会社のDCMニコット運営）
- DCMサンワ（旧・サンワドー）
- DCMくろがねや

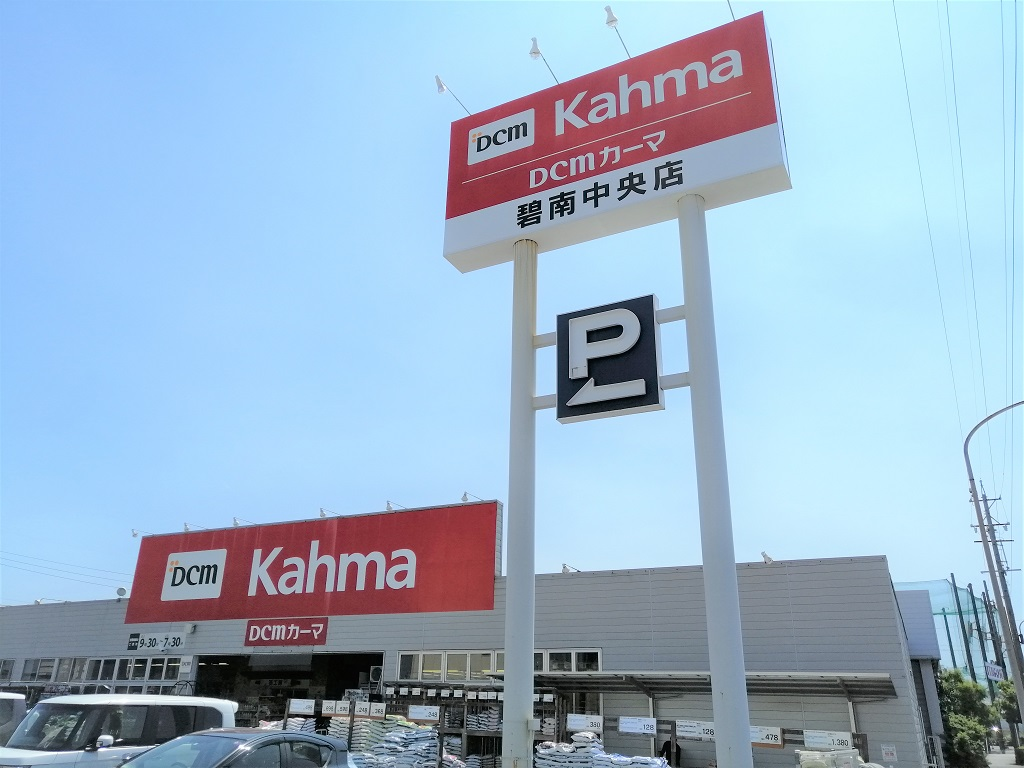
DCMカーマ碧南中央店（愛知県碧南市）※ホームエキスポからの承継店
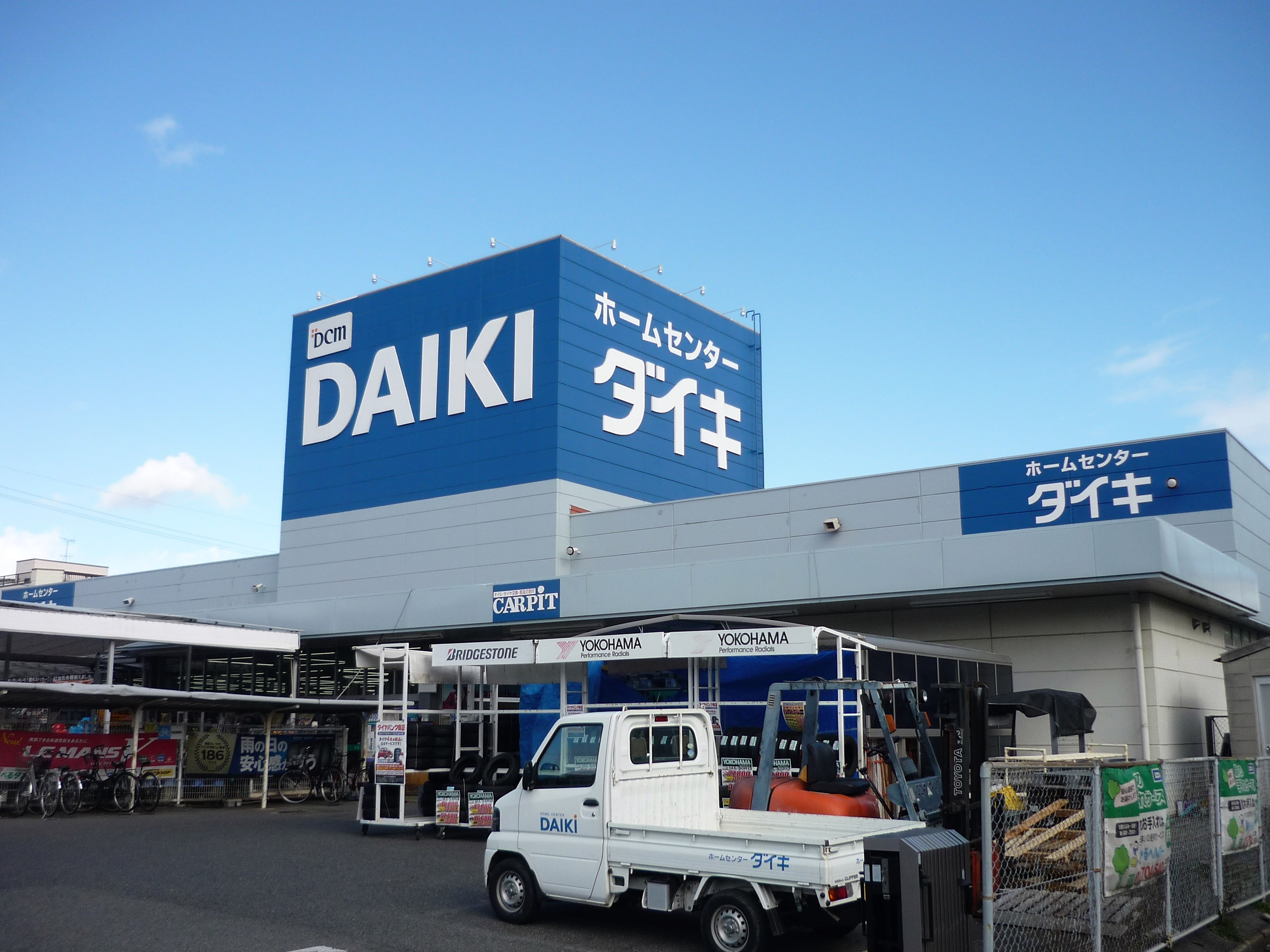
DCMダイキ玉野店（岡山県玉野市）
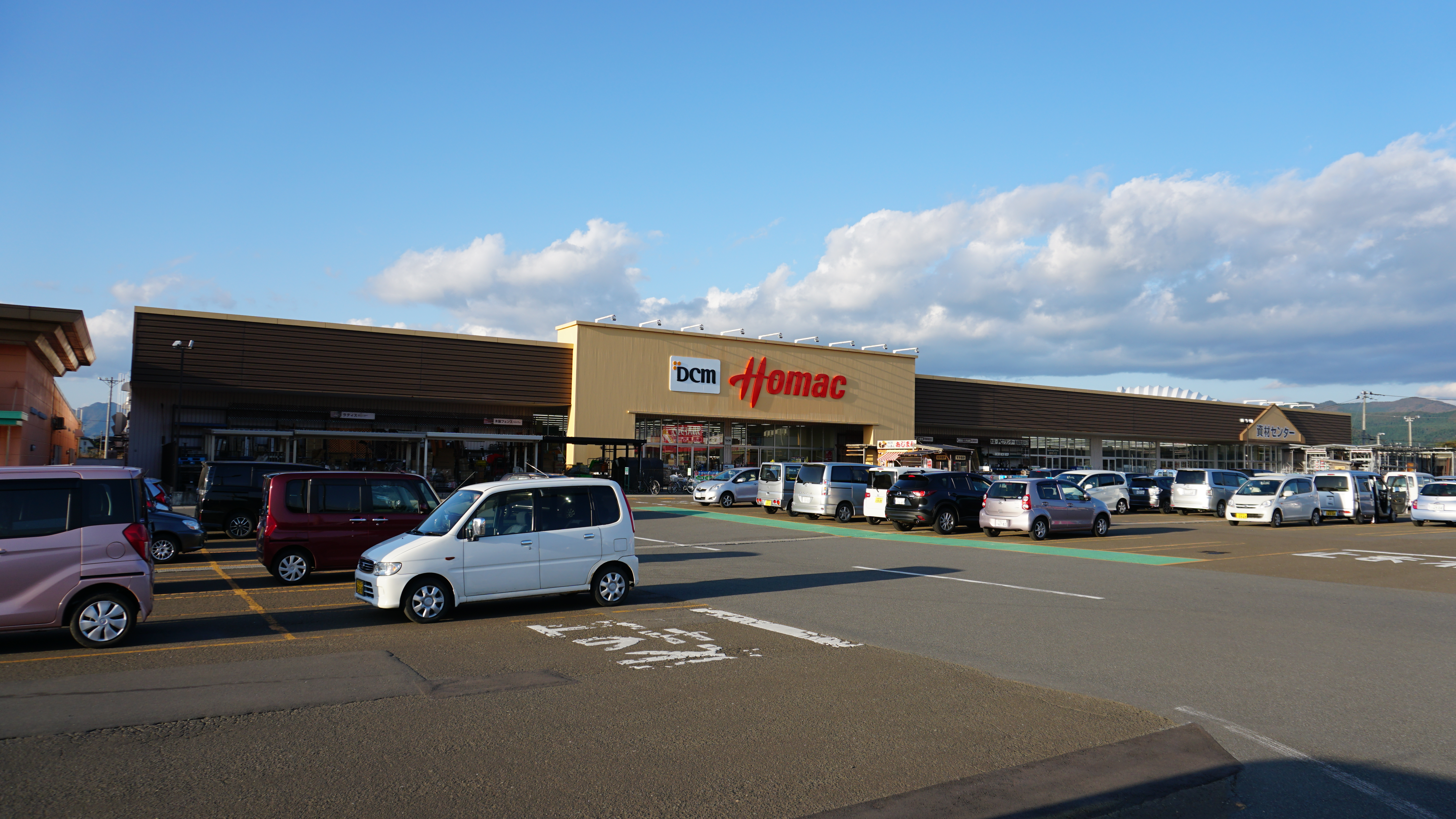
DCMホーマック大館樹海店（秋田県大館市）
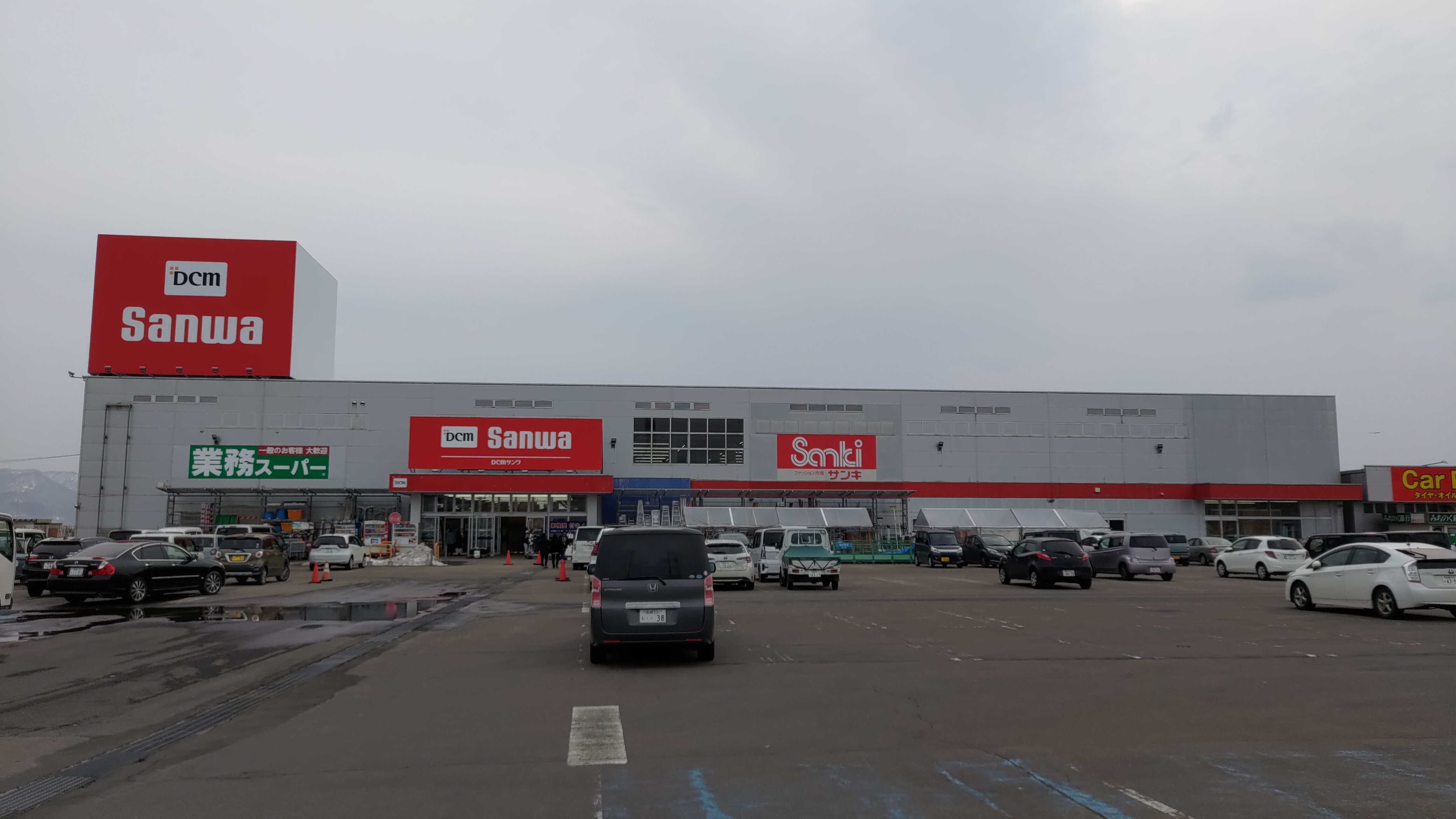
DCMサンワ上磯店（北海道北斗市）

### かつて存在した店舗
（店舗名をDCMに統一する以前も含め）企業としてのDCMが運営していた閉店店舗を示す。また、店名を変更せずに移転した店舗は含めない。

#### 北海道
- DCMサンワ北広島店（北広島市中央3丁目1-3）- 2022年2月28日閉店[18]。
  - 建物の一部を解体・縮小（解体により空いた用地はコープさっぽろの店舗に利用）したうえで[19]、跡地にはセカンドストリート北広島店が[19]2023年6月24日に[20]開店。
- DCM砂川北店（砂川市空知太西4条7丁目327-1、旧サンワ店舗）- 2023年4月23日閉店[21]。　
  - ホームセンターマツザキを承継した店舗で、1990年にサンワドー砂川店として開店。DCMへの合併の際、砂川北店に店舗名を変更。2022年9月からはDCM砂川北店となった[22]。
- DCM弥生店（室蘭市東町1丁目8-1・弥生ショッピングセンター内、旧ホーマック店舗）- 2023年5月14日閉店（寿店へ移転のため）[23]。
  - 移転先の寿店は2023年5月25日開店[24]。
  - 跡地にはスーパーセンタートライアル室蘭東店[25]が2024年7月10日に開店[26][27]。
- DCM篠路店アウトドア・レジャー館（札幌市北区太平12条1丁目1-1、旧ホーマック店舗）- 2024年2月29日閉店[28]。
  - DCM篠路店とは別の建物（道路を挟んだ先にある「MEGAドン・キホーテ篠路店」内）で営業していた[29]。
- DCM富士店（千歳市富士4丁目1-4[30]、旧ホーマック店舗）- 2024年11月17日閉店（千歳北店へ移転のため[31]）。
  - 移転先の千歳北店は2024年11月21日開店で、同市内の商業施設「ランドブレイン千歳モール」内の店舗となる[32][33]。
  - 跡地にはドン・キホーテ千歳店が2025年6月17日開店[34][35]。
- DCM新生台店（苫小牧市三光町2丁目25-15[36]、旧ホーマック店舗） - 2025年2月28日閉店[37]。
  - 1991年9月、石黒ホーマとして開店[38]。

#### 青森県
- DCMサンワ弘前堅田店（弘前市堅田神田378-1）- 2022年1月23日閉店[39]。
  - 跡地にはキャンドゥ弘前堅田店が2022年2月25日に開店[40]。
- DCM十和田千歳森店（十和田市三本木千歳森169-1、旧サンワ店舗）- 2023年11月19日閉店[41]。
  - 併設していた業務スーパー十和田店はDCM閉店後も営業を継続。

#### 岩手県
- DCM高田店（陸前高田市竹駒町字十日市場287、旧ホーマック店舗）- 2022年11月6日閉店[42]。

#### 東京都
- DCM成城店（世田谷区成城1丁目4-53、旧くろがねや店舗）- 2024年5月12日閉店[43]。
  - 元は「東宝日曜大工センター」として営業していた店舗であり[44]、東宝スタジオに近接していた[45]。

#### 富山県
- DCM呉羽店（富山市呉羽町海老山7026、旧カーマ店舗）- 2024年11月10日閉店（呉羽駅北店へ移転のため）[46]。
  - 移転先の呉羽駅北店は2024年11月14日開店[47]。

#### 愛知県
- DCM岡崎上和田店（岡崎市上和田町字南天白5-1・エルエルTOWN内、旧カーマ店舗）- 2022年11月13日閉店（岡崎南店への移転のため）[48]。
  - 移転先の岡崎南店は2022年11月23日開店[49]。
  - 跡地には2023年4月28日[50]にHIMARAYA SPORTS ＆ OUTDOORが出店[51][52]。
- DCMアットホーム安城東栄店（安城市東栄町6丁目21-4、旧カーマ店舗）- 2023年7月9日閉店[53]。
- DCM21半田乙川店（半田市乙川吉野町43、旧カーマ店舗）- 2023年9月3日閉店[54]。
  - 跡地には2024年8月8日にオーギヤタウン半田店（パチンコ店）が開業[55]。
- DCM一宮妙興寺店（一宮市大和町妙興寺白山西、旧カーマ店舗）- 2023年12月31日閉店[56]。
  - 跡地には「お宝発見 一宮店」が2024年4月20日に開店[57]。
- DCM豊橋山田店（豊橋市山田町西山11-1、旧カーマ店舗） - 2025年4月13日閉店（豊橋曙店へ移転のため）[58]。
  - 移転先の豊橋曙店は2025年4月17日開店[59]。

#### 三重県
- DCM四日市泊店（四日市市泊小柳町4-11、旧カーマ店舗） - 2025年5月11日閉店[60]。
- DCM東員店（員弁郡東員町六把野新田嶋畑33-1、旧カーマ店舗） - 2025年5月11日閉店[61]。

#### 大阪府
- DCM豊中店（豊中市庄内幸町5丁目14-23、旧ダイキ店舗）- 2022年12月31日閉店[62]。
  - 閉店後の跡地には建物を新築のうえ、Honda Cars大阪豊中店が2024年4月6日に開店[63][64]。
- DCM茨木店（茨木市東太田1丁目6-10、旧ダイキ店舗）- 2023年12月31日閉店[65]。
  - 跡地には2024年5月30日にロピア茨木東太田店が開店[66]。

#### 奈良県
- DCM真美ヶ丘店（香芝市真美ヶ丘6丁目10・エコール・マミ南館内、旧ダイキ店舗） - 2025年2月16日閉店[67]。

#### 兵庫県
- DCMダイキ三田店[注釈 2]（三田市けやき台1-7・センチュリーガーデンフレスポ内）- 2021年9月26日閉店[68]。
  - 跡地には2022年3月15日にロピア兵庫三田店が開店[69]。
- DCM高砂店（高砂市梅井5丁目5-25・イオンタウン高砂内、旧ダイキ店舗） - 2025年7月27日閉店[70]。

#### 広島県
- DCM楽々園店（広島市佐伯区楽々園4丁目14-1・ファミリータウン広電楽々園内、旧ダイキ店舗）- 2022年12月31日閉店[71]。
  - 閉店後、2023年3月より建物の解体が始まった[72]。2023年6月23日、イオンタウンが同所の土地所有者である広島電鉄から隣接地を含めた土地を賃借したことを発表[72][73]、2024年12月6日に「イオンタウン楽々園」として商業施設を開業[74][75]。

#### 香川県
- DCM白鳥店（東かがわ市湊1902-1、旧ダイキ店舗）- 2023年2月12日閉店[76]。
  - 跡地にはザグザグ白鳥店が2024年3月2日に開業[77]。

#### 愛媛県
- DCM南宇和店（南宇和郡愛南町城辺乙352-1、旧ダイキ店舗）- 2024年6月2日閉店[78]（愛南店へ移転のため[79]）。
  - 移転先の愛南店は2024年6月6日開店[80]で、エースワンの店舗「エーマックス愛南店」（現・エースワン愛南店）との併設となる[81]。

#### 熊本県
- DCMダイキ湯前店（球磨郡湯前町松原222-2）- 2022年5月8日閉店[82]。